# Субурбанізація
Субурбаніза́ція (від лат. sub — під, біля та лат. urbanus — міський) — процес зростання і розвитку приміської зони великих міст, унаслідок чого формуються міські агломерації.
Субурбанізація є подальшим етапом урбанізації. Характеризується вищими темпами збільшення кількості жителів приміських поселень і міст-супутників порівняно з містами — центрами агломерацій.
Субурбанізації сприяє те, що з середини 1960-х років йде процес зменшення у найбільших містах агломерацій робочих місць і зайнятості в оброблювальній промисловості й пов'язаних з нею галузях. Виробництво відділяється від управління ним, розвивається транспорт і зв'язок. За рахунок розвитку комп'ютерних мереж зростають можливості для роботи вдома. Тому економічно активне населення надає перевагу проживанню в ізольованих місцях, в оточенні природи, у невеликих містечках.